# DKV
Pour l'entreprise du domaine énergétique, voir DKV Euro Service.
DKV est une compagnie d'assurance allemande dont l’acronyme signifie Deutsche Krankenversicherung spécialisée dans les assurances soins de santé et détenue par le groupe d'assurance international Ergo qui fait lui-même partie du groupe Munich RE. 

## DKV Belgium
DKV Belgium a été fondée en 1964 par la société allemande Deutsche Krankenversicherung AG. Depuis 1998, elle fait partie du groupe ERGO Insurance, avec les sociétés Victoria, Hamburg Mannheimer et D.A.S..
L'antenne belge entreprise emploie environ 450 personnes et est basée à Bruxelles. 

## Offre
DKV propose différents types d'assurances pour les particuliers et les entreprises :
- Assurance hospitalisation
- Assurance frais ambulatoires (frais hors hospitalisation)
- Assurance soins dentaires
- Perte de revenu
- Assurance dépendance